# 陳特
陳特教授（英語：Chen Te，1933年9月—2002年12月29日），曾任香港中文大學哲學系教授、崇基學院學生輔導主任、應林堂舍監、利樹培堂舍監及資深導師。

## 簡歷
陳特於1933年9月生於中國廣東省梅縣的書香世家，兄弟五人，陳特為長子。1949年，因國共內戰移居香港，入讀珠海書院，師從唐君毅。
1954年珠海書院外文系畢業後，入讀新亞書院第二屆的新亞研究所，受唐君毅、錢穆、牟宗三等指導，1958年於新亞研究所碩士畢業。1966年赴美國南伊利諾大學深造，1969年獲博士學位。
1969年博士畢業後加入香港中文大學崇基學院哲學及宗教學系，主要任教哲學概論、倫理學和存在主義，並參與通識教育課程。1999年於中大哲學系退休。陳特退休後仍出任崇基學院資深導師，並繼續為哲學系兼課，亦繼續擔任舍監。
陳特曾於1976至1981年，及1988至1990年，兩度出任崇基學生輔導主任共7年。1992年初至1999年7月，出任崇基通識教育主任七年半。並於1983至1993年出任應林堂宿舍舍監十年；1993至2002年出任利樹培堂舍監九年半。
陳特是位相信基督教的存在主義者，有眾多存在主義哲學家中，他特別欣賞祈克果，尤其是有關「信仰的跳躍」的說法。六十年代初曾任《中國學生周報》的編輯和社長。
陳特於1990年發現身罹淋巴腫瘤，徘徊生死對抗癌症十二年，曾接受電療及化療。2001年3月，當以為癌症已康復時，發現在胰臟側有腫瘤並迅速擴散，2002年12月29日辭世，享年69歲。

## 個人生活
陳特妻子為伍麗卿，育有兩女，並有男女外孫各一人。
2004年12月，陳特的女兒陳孟晢（45歲），連同夫婿羅蔭權（48歲，任職香港中文大學物理學系教授），及女兒羅致平（9歲，就讀香港培正小學四年級正班）到泰國布吉旅遊，遇上南亞海嘯，一家三口不幸罹難。

## 軼事
以下的中文大學學生因受陳特的影響，決定本科轉讀哲學系：
- 劉旭東：本來主修化學系，大學三年級上完陳特的課後決定轉至哲學系，更因擔心化學系不肯放人，故意將成績考得很差。[3]
- 周保松：本來主修工商管理系，大學三年級時轉至哲學系。[3]

## 著作
- 陳特：《生死徘徊十二年》，香港：A.J.R.慈善基金，2002。
- 陳特：《倫理學釋論》，香港：東大，1994。ISBN 9789571916392 。
- 陳特：《宗教.上帝與人性》，香港：香港中文大學崇基學院。ISBN 9789628525515 。